# Operacja Flax
Operacja Flax – aliancka operacja lotnicza przeprowadzona pod koniec kampanii północnoafrykańskiej. Miała na celu uniemożliwienie dostaw lotniczych między Włochami a armiami Osi w walczącymi w Tunezji w kwietniu 1943 roku. Przeprowadzoną równolegle operację morską aliantów o tych samych celach nazwano operacją Retribution.
W listopadzie 1942 roku siły amerykańskie i brytyjskie wylądowały w Algierii w ramach operacji Torch. Alianci szybko zajęli Algierię i Maroko Francuskie oraz wkroczyli do Tunezji. Zagrożenie strategiczne dla wojsk Osi w Afryce Północnej stało się teraz oczywiste. Siły amerykańskie atakujące się na wschód i brytyjska 8 Armia posuwająca się na zachód po zwycięstwie w II bitwie pod El Alamein groziły uwięzieniem i zniszczeniem pozostałych sił wojsk włosko-niemieckich w Afryce Północnej. Drogą morską i powietrzną zostały wysłane posiłki dla niemieckiego Afrika Korps, włoskiej armii i Luftwaffe. Te świeże siły zapobiegły natychmiastowej porażce w Tunezji, ostatnim regionie Afryki, który wciąż znajdował się w rękach Osi.
Zły stan dróg i linii kolejowych w Algierii oznaczał, że siły alianckie miały trudności z zaopatrzeniem, co pomogło Osi przedłużyć swoją obronę. Ponadto w bitwie na przełęczy Kasserine został ujawniony brak doświadczenia bojowego sił amerykańskich. Rosnąca liczebność i zdobywane doświadczenie sił alianckich stopniowo wypierały jednak siły Osi w kierunku północnego krańca Tunezji. Royal Air Force (RAF) i Royal Navy operujące z Malty zadały duże straty w transporcie nieprzyjaciela. Zaopatrzenie Osi nadal docierało do Afrika Korps drogą powietrzną, a na początku kwietnia 1943 roku wielu żołnierzy zostało w ten sposób ewakuowanych z Afryki. Chociaż w tym czasie alianci mieli przewagę w powietrzu, transporty Luftwaffe działały bezkarnie w ciemnościach.
RAF i United States Army Air Forces (USAAF) otrzymały rozkaz atakowania samolotów Osi w dzień i w nocy. Z powodu złej pogody i braku informacji wywiadowczych operacja Flax rozpoczęła się dopiero 5 kwietnia. Chociaż wojska Oś stawiały zdecydowany opór i dochodziło do dużych walk powietrznych, lotnictwo alianckie odcięło łączność powietrzną z Sycylią i Włochami kontynentalnymi. 18 kwietnia doszło do bitwy powietrznej znanej jako Palmsonntag Massaker (masakra w Niedzielę Palmową), w której niemieckie samoloty transportowe Junkers Ju 52 poniosły duże straty nad przylądkiem Bon podczas ewakuacji armii niemieckiej. Operacja trwała do 27 kwietnia i wyrządziła duże straty w transporcie Osi. Wraz ze stratami poniesionymi kilka miesięcy wcześniej podczas bitwy pod Stalingradem, operacja Flax była tak kosztowna dla niemieckiej floty transportowej, że ta nigdy już nie odtworzyła w pełni swych sił.

## Tło

### Sytuacja strategiczna
Całe działania wojsk Osi w Afryce Północnej charakteryzowały ciągle niedobory zaopatrzenia. Było to jednym z głównych powodów, dla których feldmarszałek Erwin Rommel nie mógł pokonać 8 Armii w latach 1941–1942. Rommel uznał Maltę za poważną przeszkodę dla przepływu zaopatrzenia Osi pomiędzy Europą a ich siłami w Afryce Północnej. Malta leżała na ich liniach komunikacyjnych i pomimo dwuipółletniego oblężenia, pozostała bazą dla alianckich sił morskich i powietrznych do atakowania linii zaopatrzeniowych Osi przez większą część tego okresu. Rommel nie wywarł wystarczającej presji na Oberkommando der Wehrmacht (OKW), aby dokonać inwazji na wyspę, w ramach planowanej operacji Herkules. Chociaż Malta została w większości zneutralizowana jako baza ofensywna w połowie 1942 roku, pod koniec tego roku ataki aliantów z Malty stawały się coraz bardziej skuteczne. Klęska Osi w II bitwie pod El Alamein i lądowanie aliantów w ramach operacji Torch w zachodniej Afryce Północnej, groziły zmiażdżeniem wojsk Osi od wschodu i zachodu. Niemcy wysłali posiłki do Afryki przez kontrolowaną przez rząd Vichy Tunezję, ale na początku 1943 roku ponosili coraz większe straty w transporcie morskim z powodu ataków sił stacjonujących na Malcie. Państwa Osi zyskały pewną ulgę, gdy alianci przegrali „wyścig do Tunisu”, częściowo z powodu szybkich reakcji niemieckich i trudności w zaopatrywaniu swoich armii przez słabą infrastrukturę algierską. Na początku 1943 roku państwa Osi miały przewagę liczebną w lotnictwie 690 samolotów na 480 alianckich.
Ataki z Malty powodowały jednak chroniczne niedobory zaopatrzenia w Afryce. Do kwietnia 1943 roku armie alianckie zepchnęły siły Osi na północny kraniec Tunezji, w pobliże jej stolicy Tunisu. Pomimo rozpaczliwej sytuacji OKW kontynuowało wysyłanie posiłków i zaopatrzenia do oblężonych sił Osi drogą powietrzną. Aby zapobiec długotrwałemu oporowi, alianci, znający już niemieckie harmonogramy dostaw dzięki wykorzystaniu brytyjskiego systemu Ultra, rozpoczęli ofensywę powietrzną, aby odciąć to połączenie.

### Zaopatrzenie Osi
Sytuacja Osi w powietrzu, na lądzie i na morzu stopniowo się pogarszała. Statki zaopatrzeniowe Osi poniosły wiele strat między przylądkiem Bon a Sycylią, z czego 67 procent stanowiły straty zadane przez samoloty alianckie. Gen. por. Theo Osterkamp został mianowany Jagdfliegerführer Sizilien (dowódcą myśliwców Sycylii), aby nadzorować działania nad tym obszarem. 7 kwietnia 1943 roku nowa formacja otrzymała 148 myśliwców. Luftwaffe zreorganizowała swoje siły w Tunezji, gen. Hans Seidemann stanął na czele Fliegerkorps Tunis (Korpusu Powietrznego Tunisu) podzielonego na trzy dowództwa: Fliegerführer Tunis (Dowódca Lotnictwa Tunisu), Mitte (Środek) i Gabès, zgodnie z lokalizacją jego kwatery głównej. Siedmann miał do dyspozycji odpowiedniki 12 Gruppen (Grup) i utrzymywał około 300 sprawnych myśliwców aż do połowy kwietnia. Niemiecka obrona myśliwska korzystała również z prymitywnej sieci wczesnego ostrzegania wspieranej radarem.
15 stycznia 1943 roku gen. mjr Ulrich Buchholz, Geschwaderkommodore (Dowódca Skrzydła) KGzbV 3, został mianowany Lufttransportführerem II, Mittelmeer (Dowódca Transportu Lotniczego II, Morze Śródziemne). Jego siły zostały zorganizowane w ramach KGzbV N (Neapel lub Neapol) z siedzibą w tym mieście i KGzbV S z siedzibą w Trapani; KGzbV S miał wykonywać dwa loty dziennie, KGzbV S tylko jeden. Formacje miały składać się z 80 do 120 samolotów. Loty miały być wykonywane na wysokości zaledwie 46 m, przylatując do Afryki około południa, aby działać w okresie „lunchu” aliantów. Jednostki – operujące głównie na Junkersach Ju 52 – przywoziły 90 ton zaopatrzenia dziennie, a gigantyczne Messerschmitty Me 323 dostarczały około 30 ton w mniejszych liczbach. Wysiłek logistyczny był wspierany przymusową pracą indyjskich jeńców wojennych, którzy pomagali rozładować zapasy. Metoda operacyjna zwykle polegała na eskortowaniu formacji przez myśliwce po drodze. Z powodu niedoborów udostępniono tylko jeden myśliwiec na pięć transportów. Jednostki neapolitańskie spotykały się w pobliżu Trapani, a w drodze powrotnej myśliwce, w tym Bf 110 Zerstörer, eskortowały je do domu. Zakończenie operacji mostów lotniczych pod Stalingradem i na Kubaniu pozwoliło na zwiększenie dostępnej liczby samolotów transportowych Osi do poziomu 185 do 10 marca. Na początku kwietnia liczba ta wzrosła do 426. Siły te dostarczały bardzo potrzebną amunicję, paliwo i inne zapasy armiom Osi w Afryce.

### Plan aliantów

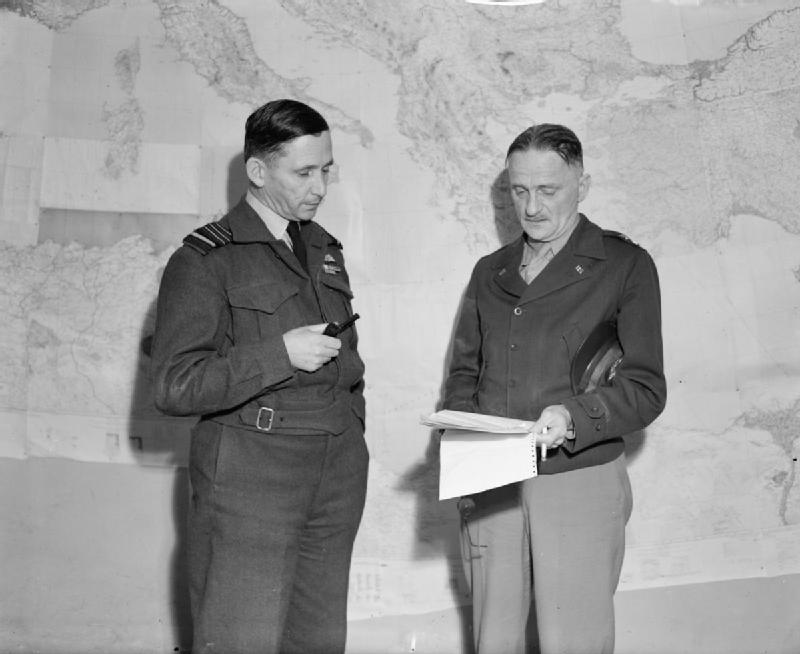
Naczelny marszałek lotnictwa Arthur Tedder, naczelny dowódca Mediterranean Air Command (po lewej), na konferencji z gen. mjr. Carlem Spaatzem, dowódcą North-West African Air Forces, w kwaterze głównej Teddera w Algierze

Gen. mjr James H. Doolittle, dowódca Northwest African Strategic Air Force (NASAF), otrzymał rozkaz opracowania kampanii przechwycenia niemieckiego ruchu lotniczego i nazwał ją operacją Flax. Operacja zakładała, że myśliwce alianckie będą przechwytywać konwoje powietrzne nad Cieśniną Sycylijską. Jednostki alianckie otrzymały również polecenie przeprowadzenia ataków na lotniska Osi w Tunezji i przepełnione lotniska postojowe na Sycylii. Otrzymały również rozkaz przeprowadzenia ostrzału statków. Flax była tego typu operacją, która raczej nie odniosłaby skutku więcej niż kilka razy, o czym świadczy względna bezkarność, z jaką ocalałe samoloty transportowe Osi działały nocą jeszcze po jej rozpoczęciu. Czas lotu nad Cieśniną Sycylijską był tak krótki, że przechwycenie mogło być dokonane tylko przy zastosowaniu precyzyjnych informacji wywiadowczych. Niemcy to rozumieli, ale nie wiedzieli, że ich komunikacja została naruszona i była odczytywana przez wywiad aliancki. Nieświadomi przecieków, nadal działali w dzień. Ponieważ ich wróg miał możliwość latania nocą, a warunki pogodowe nie były idealne, alianci opóźnili operację Flax do czasu, aż większość niemieckich samolotów transportowych będzie w użyciu, aby siła uderzenie było jak największa. Wywiad aliancki wykorzystał informacje ze stacji Y, aby zdecydować, kiedy rozpocząć akcję.
Plan obejmował skoordynowane ataki na lotniska Osi przeprowadzane przez grupy bombowców Boeing B-17 Flying Fortress w celu unieruchomienia myśliwców Osi. Jednostki średnich bombowców obsługujące North American B-25 Mitchell miały wykonywać naloty nad Zatoką Tuniską. Miały do nich dołączyć ciężkie myśliwce Lockheed P-38 Lightning, które również zostały oddelegowane do przeczesywania tego obszaru. Obecność B-25 pozwoliłaby P-38 operować w tym obszarze bez wzbudzania podejrzeń Osi. Wyglądałoby to tak, jakby były tam, aby eskortować B-25, a nie atakować transport powietrzny Osi. Jednostki Supermarine Spitfire miały przeczesywać cieśniny dalej na północ, wyłapując każdy wrogi samolot, który uniknął ataku P-38. Więcej jednostek B-25 i B-17 zostało oddelegowanych do bombardowania sycylijskich lotnisk, aby dopaść transportowce na ziemi. 9 Armia Lotnicza USAAF została oddelegowana do wysłania swoich grup bombowych Consolidated B-24 Liberator przeciwko lotniskom w Neapolu i wokół niego. 2 kwietnia przełożeni Doolittle’a, naczelny dowódca wszystkich alianckich sił powietrznych na Morzu Śródziemnym marsz. Arthur Tedder i dowódca alianckich sił powietrznych w zachodniej Afryce Północnej gen. Carl Spaatz, postanowili zaczekać na najbliższy odpowiedni moment, aby rozpocząć uderzenie.

## Działania amerykańskie

### Zamknięcie cieśnin

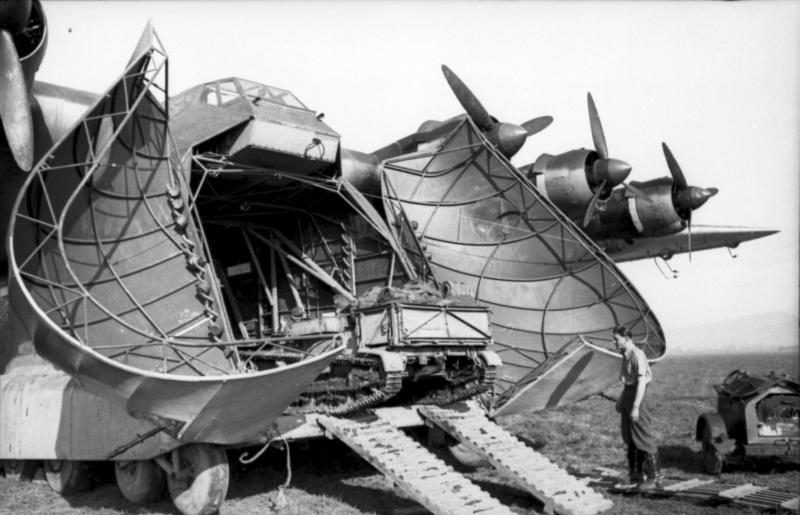
Me 323 rozładowuje czołg Renault UE w Tunezji

O godzinie 6:30 5 kwietnia 26 samolotów P-38 z amerykańskiej 1 Grupy Myśliwskiej przeprowadziło nalot nad Cieśniną Sycylijską, podczas gdy 18 B-25 z 321 Grupy Bombowej, eskortowanych przez 32 samoloty P-38 z 82 Grupy Myśliwskiej, wyruszyło na operację przechwytywania na morzu. Sześć samolotów P-38 powróciło do bazy z niezarejestrowanych przyczyn. Załogi B-25 zgłosiły uszkodzenie dwóch promów i zatopienie niszczyciela. Jeden B-25 został zestrzelony.
1 Grupa przybyła nad przylądek Bon o 8:00. Lotnicy zgłosili kontakt z kilkoma formacjami samolotów Osi, szacując je na 50–70 Ju 52, 20 Bf 109, cztery Fw 190, sześć Ju 87 i Fw 189. Niemiecka formacja miała w rzeczywistości tylko 31 Ju 52, dziesięć Bf 109, sześć do siedmiu Bf 110, cztery Ju 87 i jeden Fw 190. Amerykańskie myśliwce zaatakowały i rozwinęła się duża walka powietrzna. 82 Grupa Myśliwska również zaangażowała się w walkę. 1 Grupa Myśliwska zgłosiła 11 zestrzelonych Ju 52, dwa Ju 87, dwa Bf 109 i Fw 189 w zamian za utracone dwa P-38. 82 Grupa zgłosiła siedem Ju 52, trzy Ju 87, trzy Bf 109, jednego Bf 110 i jednego Me 210 za utracone cztery P-38. Straty niemieckie stanowiły około połowę łącznej liczby 13–14 Ju 52 i około trzech myśliwców. W 2003 roku Weal napisał o stracie 13 Ju 52 i dwóch Bf 109 z 5./JG 27.

### Ofensywa bombowców
Później tego samego dnia 18 B-17 z 97 Grupy Bombowej zbombardowało lotniska Osi w El Aounina. Zniszczono dwa Me 323, dwa Ju 52 i pięć włoskich samolotów transportowych. Druga misja była wymierzona w Sid Ahmed. Oba naloty odbyły się z eskortą Spitfire’ów. Przechwycono tylko kilka niemieckich myśliwców. Załogi bombowców twierdziły, że zniszczono jeden niemiecki myśliwiec. Godzinę później 35 B-25 z 310 Grupy Bombowej i 18 P-38 z 82 Grupy Myśliwskiej zaatakowało lotniska Osi na Sycylii w pobliżu Borizzo. Naliczono tam około 80–90 samolotów Osi, słabo zamaskowanych i podatnych na ataki. Nalot przyniósł dobre rezultaty dzięki bombom odłamkowym. Atakujący zostali przechwyceni przez 15 Bf 109, tracąc dwa B-25. Strzelcy osłonowi w bombowcach zestrzelili trzy Bf 109, podczas gdy P-38 strąciły dwa niemieckie myśliwce. 301 Grupa Bombowa zaatakowała lotnisko Milo, zgłaszając zniszczenie 52 samolotów na ziemi. Rzeczywiste straty Osi wyniosły 13 niemieckich i osiem włoskich samolotów zniszczonych, a 11 niemieckich i 30 włoskich uszkodzonych. Około 72 B-17 z 99 Grupy Bombowej zbombardowało lotnisko w Bocca di Falco. Lotnicy twierdzili, że widzieli 100–150 samolotów, ale nalot zniszczył tylko cztery samoloty Osi i uszkodził kilka. Piloci Spitfire’ów zgłosili dwa Bf 109. Dwa naloty grup P-38 nie przyniosły żadnych dalszych rezultatów. NASAF zgłosiło zniszczenie 201 samolotów Osi, w tym 40 w powietrzu. Niemieckie źródła podają stratę 14 Ju 52 w walce powietrznej i 11 Ju 52 i Me 323 na ziemi, z czego 67 zostało uszkodzonych. Oprócz samolotów bojowych, brytyjska oficjalna historia stwierdza, że 5 kwietnia zniszczono 27 niemieckich i trzy włoskie samoloty transportowe.

### Ofensywa myśliwska

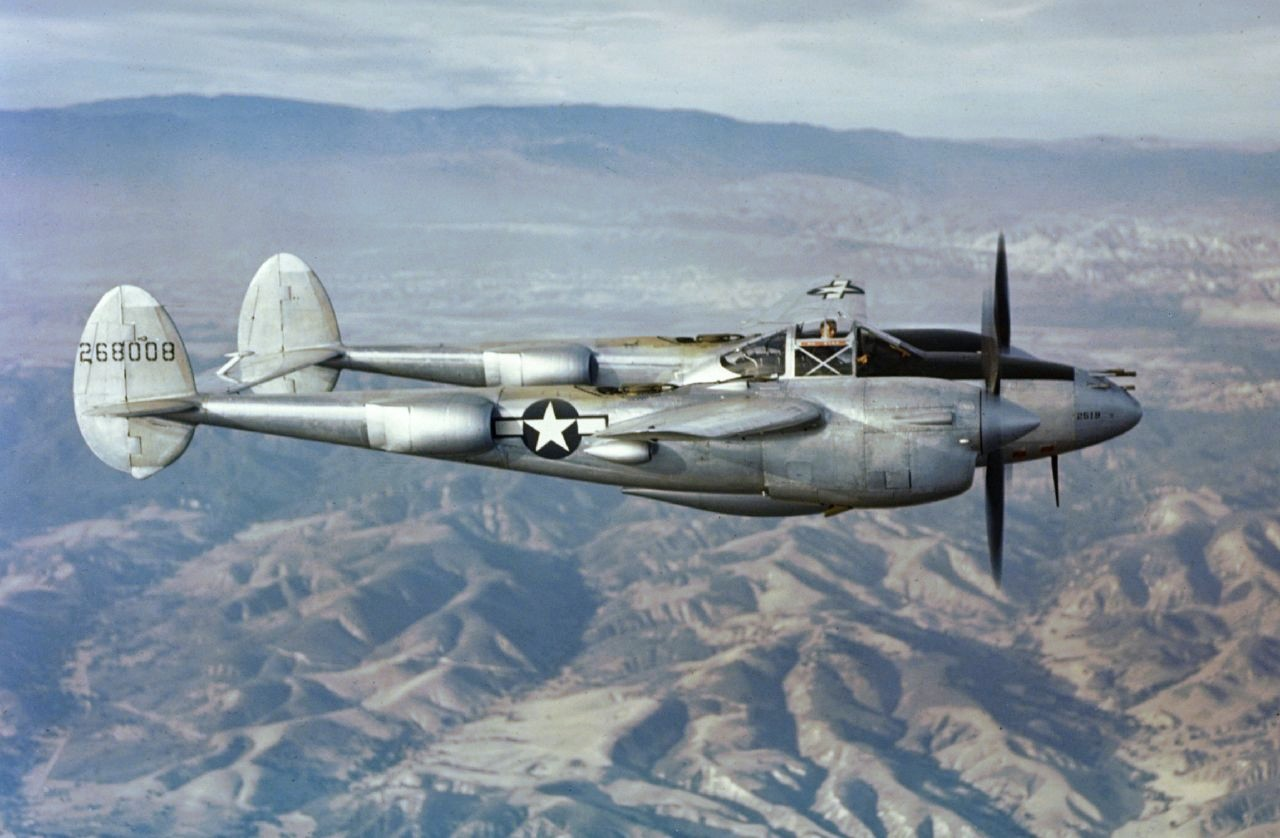
Lockheed P-38 Lightning. Trzon sił myśliwskich USAAF na początku 1943 roku

Operacja Flax przeistoczyła się w fazę przygotowawczą kampanii sycylijskiej, ponieważ ataki powietrzne osłabiały obronę powietrzną Osi na wyspie. Podczas gdy bombowce kontynuowały działania na mniejszą skalę, nacisk położono na operacje myśliwskie. 10 kwietnia operacja Flax została reaktywowana i około 75 P-38 z 1 Grupy Myśliwskiej przechwyciło 20 włoskich Savoia-Marchetti SM.82 oraz około sześciu Macchi MC.200. Walka zakończyła się zestrzeleniem dziesięciu transportowców i dwóch włoskich myśliwców. Później tego ranka 27 P-38 z 82 Grupy Myśliwskiej eskortowało 18 B-25 z 310 Grupy Bombowej nad przylądkiem Bon, gdy zauważono 30 Ju 52 z dwoma Bf 110, dwoma Ju 87 i zaledwie trzema Ju 88. Początkowo jedenaście P-38 pozostało z B-25, ale potem dołączyły bombowce, przelatując obok transportowców i ostrzeliwując je ogniem pokładowych karabinów maszynowych. Około 15 Bf 109 zostało w Tunezji poderwanych, aby pomóc transportowcom i w efekcie zniszczyły jednego P-38 oraz uszkodziły trzy kolejne. Niemcy ponieśli już wiele strat; jeden pilot P-38 zginął, gdy wleciał w Bf 110, a kilka B-25 zostało zestrzelonych. Amerykanie odnieśli 25 zwycięstw powietrznych. Niemcy odnotowali stratę 10 Ju 52, jednego Ju 88, jednego Bf 109 i jednego Bf 110. Niektóre Ju 52 zdołały wodować, a ich załogi przeżyły. Później patrol Spitfire zestrzelił kolejne cztery Ju 52. Prawdopodobnie Bf 110 „zauważone” w formacji były w rzeczywistości Me 210 z Zerstörergeschwader 1. Jednostki RAF i USAAF zestrzeliły również Fw 190 z SG 2 podczas lotu transportowego i kolejnego z SKG 210. Zestrzelono również Hs 129 z SG 2 i Ju 88 z III./KG 77.
11 kwietnia 82 Dywizjon natknął się na 20 Ju 52, cztery Ju 88, cztery Bf 110 i siedem Bf 109. Amerykanie deklarowali zestrzelenie wszystkich Ju 52 i siedmiu myśliwców eskorty. Rzeczywiste straty nie są jasne; po południu 20 maszyn z 82 Dywizjonu natknęło się na 30 nieeskortowanych Ju 52. Samoloty transportowe walczyły pokładowymi karabinami maszynowi, tracąc tylko pięć i zestrzeliwując jednego P-38, którego pilot zginął. Łączna liczba zestrzeleń tego dnia wyniosła 17 Ju 52, jeden SM.82 i dwa Bf 110 zniszczone. RAF również brał udział w operacjach tego dnia; 152 Dywizjon wysłał 34 Spitfire’y, aby przechwycić 12 Ju 52 eskortowanych przez garstkę Bf 109.
Trzy Ju 52 zostały zestrzelone za cenę straty dwóch Spitfire’ów, obu zgłoszonych przez Wolfganga Tonne’a z I./JG 53; niemieckie jednostki nie zgłosiły żadnych strat. W rzeczywistości to był zły dzień dla Luftwaffe, straty wyniosły 18 Ju 52; cztery z III./KG.z.b.V 1. Naloty bombowców RAF-u Vickers Wellington trwały przez całą noc. Nocne myśliwce Ju 88 z NJG 2 zestrzeliły dwa z nich; rezultaty nalotów nie są znane.
13 kwietnia B-17 z 97. i 301 Grupy Bombowej zbombardowały sycylijskie lotniska w Castelvetrano i Trapani. Włosi stracili 11 SM.82 zniszczonych i 16 uszkodzonych na ziemi. W Trapani Niemcy stracili osiem samolotów i uszkodzili 40, zestrzeliwując dwa B-17 na rzecz obrony myśliwskiej wyspy, składającej się z Bf 109 z JG 27. Walki nad lotniskami po południu nie przyniosły rozstrzygnięcia, kosztując lotnictwo Osi jednego Ju 88 z II./KG 26, a aliantów jednego Spitfire’a z 232 Dywizjonu. Tej nocy naloty zabiły czterech niemieckich pilotów myśliwców z I./JG 53, a dwa Ju 88 z II./NJG 2 i III./KG 76 zostały zniszczone.

## Operacje brytyjskie

### Wczesne patrole

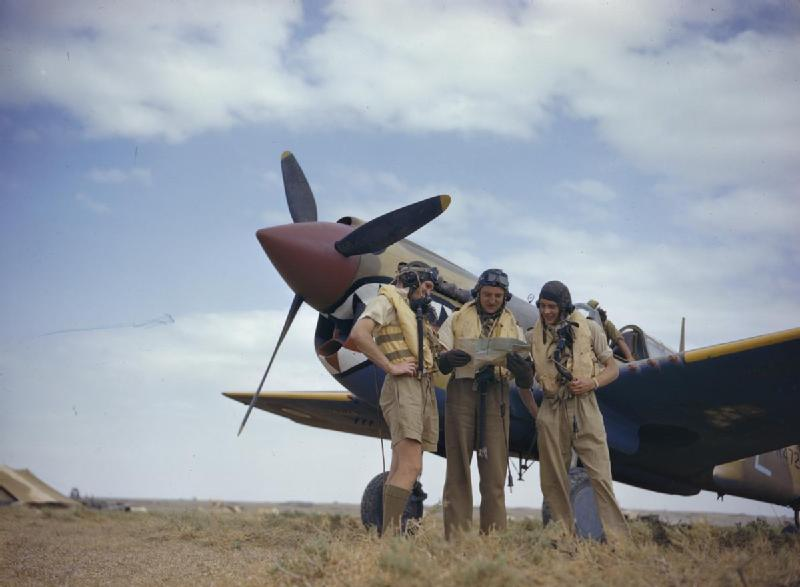
Dowódca 112 Dywizjonu RAF z P-40 Kittyhawk omawia zadania z pilotami

12 kwietnia RAF przejął dowodzenie nad większością działań prowadzonych w ramach operacji Flax. RAF używał radaru morskiego, który był mniej skuteczny niż mógłby być w normalnych warunkach, ponieważ niemieckie formacje z reguły latały nisko. Znaczne odległości, na jakich prowadzono operację, zmuszały do eksploatowania P-40 i Spitfire’ów do granic możliwości. Brytyjczycy rozproszyli swoje siły, aby utrzymać ciągły zasięg i 16 kwietnia 13 Spitfire’ów natknęło się na dużą formację samolotów Osi. Brytyjczycy zestrzelili siedem SM.82 i Bf 109, tracąc dwa samoloty, niemieccy piloci zgłosili trzy Spitfire’y. Jedną z dwóch potwierdzonych ofiar był Wing Commander Ian „Widge” Gleed z 244 Skrzydła. Gleed był prawdopodobnie ofiarą por. Ernsta-Wilhelma Reinerta z 4. Staffel z JG 77; w chwili śmierci Gleed miał na koncie 14 zwycięstw.
Ta wizerunkowa porażka spowodowała, że małe operacje zostały porzucone, a misje kontynuowano z trzema eskadrami P-40 objętymi osłoną przez jedną eskadrę Spitfire’ów. 16 kwietnia, w małym kontrataku, osiem Fw 190 ze SchlG 10, eskortowanych przez 16 Bf 109 z JG 27, poprowadziło atak na lotniska alianckie w pobliżu Souk el Khemis. Niemcy zniszczyli sześć bombowców A-20 Havoc. Następnego dnia, II./ZG 26, kilka Bf 110 zostało zestrzelonych przez P-40 z 260 Dywizjonu. Amerykańska 97 Grupa Bombowa wysłała siedem B-17 osłanianych przez 40 P-38, aby zbombardować lotniska w Palermo. Rozgorzała duża walka powietrzna, a aliantów przechwyciło 30 Bf 110 i Bf 109 z ZG 26 i JG 27. Bf 110 zaatakowały bombowce, podczas gdy Bf 109 z JG 27 zaatakowały eskortę. Niemcy zgłosili zestrzelonych pięć bombowców i jeden myśliwiec za stratę jednego Bf 109. Rzeczywiste straty aliantów są nieznane.

### Masakra w Niedzielę Palmową

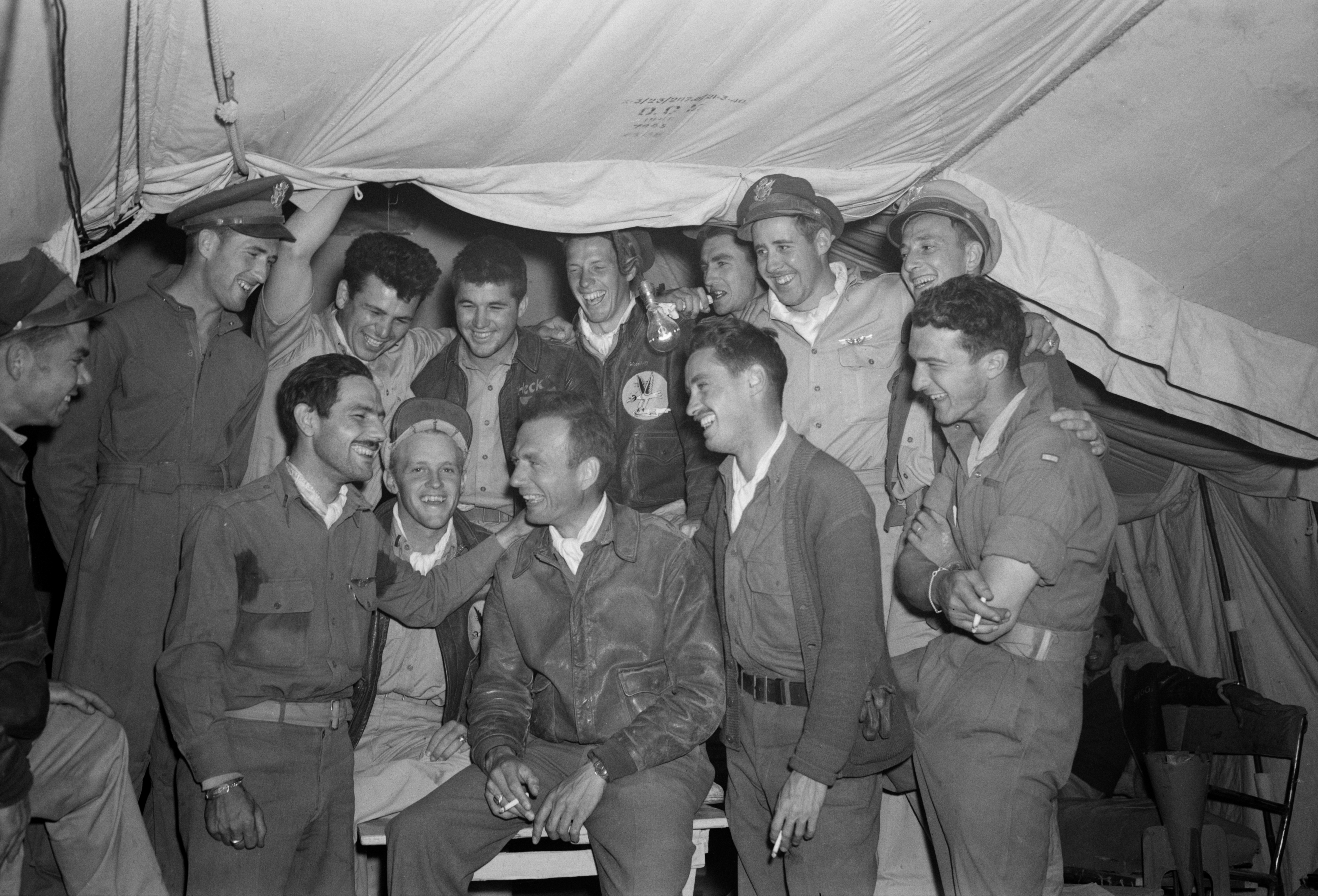
Ppłk William K. McNown (pośrodku), dowódca 314 Eskadry Myśliwskiej, z Richardem E. Duffeyem i MacArthurem Powersem, dwoma asami z 18 kwietnia – pierwszymi lotnikami II wojny światowej, którzy zostali asami za zestrzelenia zdobyte jednego dnia

Patrole nie przechwyciły żadnych formacji transportowych po południu 18 kwietnia. Wieczorem 57 Grupa Myśliwska 10 Armii Lotniczej zebrała pod swoje dowództwo wszystkie dostępne eskadry, w tym 314 Eskadrę Myśliwską 324 Grupy Myśliwskiej. 57 Grupa wykonała już po południu bezproduktywne loty bojowe. Mimo to 47 samolotów P-40 USAAF przybyło na obszar walki z 12 Spitfire’ami z 92 Eskadry RAF. Spitfire’y leciały wysoko, na wysokości 4600 m, podczas gdy P-40 utrzymywały się na wysokości około 1200 m. Wkrótce piloci alianccy zgłosili dużą formację 30 Ju 52 na wysokości zaledwie 300 m, lecącą na północny wschód w drodze powrotnej. Gdy myśliwce alianckie rozpoczęły ataki, strzelcy pokładowi otworzyli ogień z osłonowych karabinów maszynowych Junkersów, desperacko próbując odeprzeć atak. W walce powietrznej, która wtedy nastąpiła, stracono sześć P-40 i jednego Spitfire’a. Amerykanie deklarowali początkowo nierealną liczbę 146 zwycięstw, które później zredukowano do 58 lub 59 Ju 52, 14 Macchi M.C.202 i Bf 109 oraz dwóch do czterech Bf 110. Rzeczywiste straty niemieckie wyniosły 24 Ju 52, dziewięć Bf 109 i jeden Bf 110 zestrzelonych nad morzem oraz 35 rozbitych na brzegu podczas ataku. Niektóre włoskie myśliwce mogły również zostać zestrzelone. Oprócz zniszczonych 24 Ju 52, kolejne 35 zostało uszkodzonych i zdołało awaryjnie wylądować wzdłuż wybrzeża Sycylii. Bitwa ta stała się znana jako Masakra w Niedzielę Palmową.

### Dalsza ofensywa

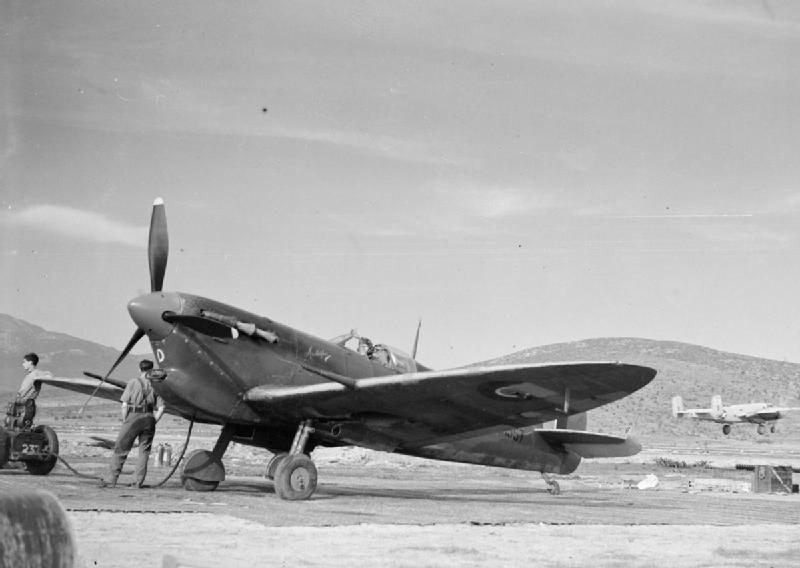
Spitfire Mark VC z 232 Dywizjonu na polowym lotnisku w Tingley w Algierii jako myśliwiec eskortujący B-25 z 12 Grupy Bombowej USAAF – jeden z bombowców widać startującego po prawej

Następnego dnia 7 Skrzydło SAAF zestrzeliło kolejnych 16 włoskich SM.82. Łatwość, z jaką włoskie samoloty się zapaliły, sprawiła, że piloci alianccy uwierzyli, iż przewoziły one paliwo. Wśród zaangażowanych jednostek znajdowały się 54 Dywizjon i 2 Dywizjon SAAF. Inne źródło podaje odmienne straty po stronie Osi: 10 samolotów zniszczonych i cztery zmuszone do awaryjnego lądowania. 22 kwietnia 7 Skrzydło wysłało 36 P-40, które zaatakowały dobrze eskortowaną włoską formację. Południowoafrykańczycy zgłosili 12 zestrzelonych Ju 52, dwa SM 79, Ju 87 holujący szybowiec, Reggiane Re.2001, dwa Bf 109 i Ju 88 za stratę pięciu Spitfire’ów i trzech P-40. Bezsprzeczne straty Osi to 12 SM.79 i Macchi M.C.202; ponadto Spitfire’y lecące z Malty zestrzeliły kolejne dwa transportowce. Później lot wykonany w świetle dziennym kosztował lotnictwo Osi zniszczenie ich 16 lub 17 transportowców Me 323, do tego Macchi M.C.202, trzy niemieckie myśliwce i Re-2001, gdy te zostały przechwycone przez 36 australijskich, brytyjskich i południowoafrykańskich P-40, osłanianych przez południowoafrykańskie, brytyjskie i polskie jednostki Spitfire’ów.
Cztery P-40 zostały utracone, a jeden Spitfire musiał lądować awaryjnie. Głównymi uczestnikami tych walk były 1 Dywizjon SAAF, 112 Dywizjon RAF, 450 Dywizjon RAAF, I./JG 27 i II./JG 27. Hermann Göring nakazał, aby nie odbywały się żadne dalsze loty transportowe. Feldmarszałek Albert Kesselring skarżył się jednak, że pozbawi to siły Osi dostaw, więc Göring ponownie zezwolił na loty. Tym razem miały one lecieć przez Sardynię, ale nie zezwolono na więcej niż 60–70 lotów na noc; przed operacją Flax było wysyłanych około 250 dziennie. Transporty musiały również przechodzić przez obszar operacyjny wyposażonych w radary Bristol Beaufighterów, ale rzadko udawało im się je przechwycić. Ostatnią akcję aliantów podjęło 70 B-24 Liberatorów, które zbombardowały lotniska wokół Bari we Włoszech. Około 54 niemieckich samolotów zostało zniszczonych, a 13 uszkodzonych na ziemi. Jednostki USAAF zgłosiły 50 zestrzeleń.

## Następstwa
Operacja powietrzna miała znaczny wpływ na zduszenie dopływu zaopatrzenia Osi. Zapasy docierające do jednostek w Afryce malały, a armie i jednostki powietrzne Osi pozostające w Tunezji stopniowo wyczerpywały paliwo, amunicję i inne zapasy. Po utracie większości baz lotniczych Luftwaffe ewakuowała większość swoich jednostek. Na początku maja 1943 roku w Afryce pozostały tylko włoskie jednostki myśliwskie i jedna niemiecka Gruppe (I./JG 77), ponieważ Oś utrzymywała już zaledwie wąski pas wybrzeża w pobliżu Tunisu. Przewaga powietrzna aliantów była tak miażdżąca, że personel Luftwaffe wspinał się na kadłuby myśliwców lub wciskał się do kokpitu Bf 109 obok pilota, zamiast ryzykować lot samolotem transportowym. Większość personelu naziemnego i pilotów próbowała uciec w ten sposób. Lot z dużą liczbą personelu na raz był jednak zbyt niebezpieczny; tak 16 osób zginęło w katastrofie lotniczej 29 lub 30 kwietnia. Ostatnie loty transportowe odbyły się 4 maja, podczas których przewieziono 117 ton paliwa i amunicji. Podjęto próbę zrzutu zaopatrzenia (przez II./Kampfgeschwader 1), ale większość pozostałych na miejscu jednostek sygnałowych, FlaK, transportu i personelu administracyjnego została wzięta do niewoli, gdy kampania ostatecznie zakończyła się kapitulacją wojsk Osi w Afryce 13 maja 1943 roku.